# Un món propi
"Un món propi" (títol original en anglès "A World of His Own") és el trenta-sisè episodi de la sèrie de televisió d'antologia La Dimensió Desconeguda, Es va emetre originalment l’1 de juliol de 1960 a CBS. Ha estat doblat al català i emès per TV3.

## Narració d'obertura
| « | La casa del Sr. Gregory West, un dels dramaturgs més destacats dels Estats Units. L'oficina del Sr. Gregory West. El senyor Gregory West: tímid, tranquil i, de moment, molt feliç. Mary, càlida, afectuosa... I l'ingredient final: Sra. Gregory West. | » |

## Argument
En tornar a casa, Victoria West veu el seu marit, el dramaturg Gregory West, per la finestra compartint una copa i coquetejant al seu estudi amb Mary, una jove atractiva. Gregory destrueix ràpidament una cinta, cosa que no agrada a Mary. Quan la Victoria entra a l'habitació, la Mary no es troba enlloc.
La Victòria mira al voltant de l'habitació buscant indicis d'on podria haver anat, però encara no s'enfronta a ell. Aviat, ella el pregunta. Gregory ho nega tot fins que la Victòria li llança un truc, que el fa admetre la veritat. La Victòria està furiosa, però Gregory explica a la seva dona que qualsevol personatge que descrigui a la seva màquina de dictat apareixerà segons la seva descripció. Per fer desaparèixer el personatge, només ha de tallar aquesta part de la cinta i llençar-la a la seva llar de foc. La Victòria no se'l creu i està disposada a divorciar-se d'ell i internar-lo a un asil. Gregory demostra el seu poder, convocant de nou a Mary i "descreant-la", però no abans que Mary demani que Gregory no la torni a crear, ja que s'ha cansat de la seva existència segmentada. Horroritzada, Victoria intenta escapar, però Gregory utilitza el seu poder per convocar un elefant per aturar-la. Gregory va descobrir aquest talent quan Phillip Wainwright, de la seva obra "Fury in the Night", a qui havia posat molt d'esforç i atenció per apropar-se a ell com una persona real de carn i ossos amb la seva pròpia voluntat independent, li va donar la mà i li va donar les gràcies.
Sense creure res d'això, Victòria li diu a Gregory que està boig i que el farà internar. En resposta, Gregory treu una secció de cinta de la seva caixa forta i explica que conté la seva descripció, revelant que és una de les seves creacions, però que recentment ha començat a exercir la seva pròpia independència d'ell. Negant-se a creure'l, la Victoria li arrabassa la cinta i la llença al foc, i ràpidament comença a sentir-se desmai. Ella s'adona massa tard que deia la veritat i desapareix mentre les flames consumeixen la cinta. En Gregory, frenètic, es dirigeix a la seva màquina de dictat i comença a tornar a descriure Victoria. Ràpidament es reconsidera i, en canvi, descriu la senyora Mary West com la seva dona. La Mary apareix i prepara una copa al seu marit, aparentment no té cap record del seu període anterior d'existència.

## Narració final/de cloenda
A continuació, Rod Serling apareix al plató i diu: "Esperem que hagis gaudit de la història romàntica d'aquesta nit a La Dimensió Desconeguda. Al mateix temps, volem que t'adonis que era, per descomptat, purament fictici, una bajanada tan ridícula mai podria..."
"Rod, no hauries de fer!" interromp en Gregory, que camina cap a la seva seguretat i treu una cinta marcada "Rod Serling". "Vull dir, no hauries de dir coses com ara 'bajanada' i 'ridícul'", continua mentre llença el sobre al foc.
"Bé, així és com va", observa Serling mentre s'esvaeix.
Tanmateix, mentre Gregory s'uneix a Mary en una copa, la veu de Serling arriba a l'epíleg com de costum:
| « | Deixant el Sr. Gregory West, encara tímid, tranquil, molt feliç... i pel que sembla amb el control total de La Dimensió Desconeguda. | » |

## Repartiment
- Keenan Wynn com a Gregory West
- Phyllis Kirk com a Victoria West
- Mary LaRoche com a Mary